# Zračna luka Brno–Tuřany
Zračna luka Brno–Tuřany (IATA: BRQ, ICAO: LKTB; češ. Letiště Brno–Tuřany) je zračna luka koja opslužuje Brno, druga je po veličini zračna luka u Češkoj nakon Zračne luke Václava Havela.
Zračna luka je sagrađena tijekom 1950-ih kao zamjena za staru koja se nalazila u Slatini (sjeveroistočno od današnje zračne luke). Tijekom 1980-ih, zračnu luku su prezele Čehoslovačke zračne snage, a civilni letovi su svedeni na minimum. Nakon pada komunizma 1989. godine zračna luka se vratila u civilnu uporabu.
Trenutno zračna luka je u vlasništvu Južno Moravske pokrajine, a njom upravlja privatna tvrtka Brno Airport Ltd. Trenutno nekoliko zrakoplovnih kompanija lete na Zračnoj luci Brno–Tuřany među kojima su BMI Regional i Ryanair. Charter letove obično obavlja Travel Service Airlines.
Terminal se sastoji od dvije dvorane. Nova dvorana za odlazak otvorena je 2006. te može primiti 1.000 putnika na sat. Zgradu je projektirao arhitekt Petr Parolek i smatra se jednim od najznačajnijih projekata češke suvremene arhitekture i izvanredan je primjer rastućeg trenda "organske arhitekture".
Zračna luka se nalazi unutar grada, odmah do autoceste D1 koji povezuje Prag i Brno.

## Vanjske poveznice
- Službena stranica (engl.)